# Ormocarpum kirkii
Ormocarpum kirkii là một loài thực vật có hoa trong họ Đậu. Loài này được S.Moore miêu tả khoa học đầu tiên.